# JAC 리파인 S5
JAC 리파인 S5(영어: JAC Refine S5)는 JAC 자동차에서 2013년부터 2019년까지 생산했던 CUV이다.

## 개요
2012년 베이징 오토쇼에서 JAC 이글 SII 컨셉으로 미리 선보였으며 원래 2012년 광저우 오토쇼에서 JAC 이글 S5로 출시된 소형 크로스오버는 곧 안면 성형 중에 리파인 S5로 브랜드가 변경되었다.